# 2006年ブラジルグランプリ
2006年ブラジルグランプリ（2006ねんブラジルグランプリ）は、2006年F1世界選手権第18戦として、2006年10月22日にインテルラゴス・サーキットで開催された。

## 状況
ルノーのフェルナンド・アロンソとフェラーリのミハエル・シューマッハが同点で迎えた前戦の日本グランプリでは、アロンソが優勝しシューマッハがリタイアしたため、両者のポイント差は10点となった。シューマッハが優勝し、アロンソが無得点に終わった場合は同点となるが、優勝回数の差でシューマッハがチャンピオンとなる。アロンソは8位以内でゴールすればチャンピオンを獲得することができる状況で最終戦ブラジルグランプリを迎えた。
なお、長年あらゆるチームのスポンサーを務めたタバコ会社にとっても2007年以降のタバコ広告掲示全面禁止に伴い、翌年以降もブランドロゴを掲出しない形でフェラーリにスポンサーを行ったフィリップモリス（マールボロ）を除き最後のスポンサーシップレースとなった（ただし、それ以降もフィリップモリス以外にタバコブランドロゴを掲出しない形でスポンサーを行ったり、国によっては広告掲示が可能な電子たばこのブランドでスポンサーを行った例はある）。

## 予選

### 展開
ミハエル・シューマッハはQ2ではトップタイムを記録したが、Q3開始直後にマシントラブルに見舞われ、タイムを計測することができなかったため、予選は10番手で終了した。
Q1とQ3ではフェリペ・マッサがトップタイムをマークし、フェラーリは全ての予選セッションでトップタイムを記録し、好調を伺わせた。マッサは地元グランプリでポールポジションを獲得した。

### 結果
| 順位 | No | ドライバー                 | チーム         | マシン | 予選1回目      | 予選2回目 | 予選3回目      | タイム差 |
| ---- | -- | -------------------------- | -------------- | ------ | -------------- | --------- | -------------- | -------- |
| 1    | 6  | フェリペ・マッサ           | フェラーリ     | 248F1  | 1'10.643       | 1'10.775  | 1:10.680       | -        |
| 2    | 3  | キミ・ライコネン           | マクラーレン   | MP4-21 | 1'12.035       | 1'11.386  | 1'11.299       | +0.619   |
| 3    | 8  | ヤルノ・トゥルーリ         | トヨタ         | TF106B | 1'11.885       | 1'11.343  | 1'11.328       | +0.648   |
| 4    | 1  | フェルナンド・アロンソ     | ルノー         | R26    | 1'11.791       | 1'11.148  | 1'11.567       | +0.887   |
| 5    | 11 | ルーベンス・バリチェロ     | ホンダ         | RA106  | 1'12.017       | 1'11.578  | 1'11.619       | +0.939   |
| 6    | 2  | ジャンカルロ・フィジケラ   | ルノー         | R26    | 1'12.042       | 1'11.461  | 1'11.629       | +0.949   |
| 7    | 7  | ラルフ・シューマッハ       | トヨタ         | TF106B | 1'11.713       | 1'11.550  | 1'11.695       | +1.015   |
| 8    | 16 | ニック・ハイドフェルド     | BMWザウバー    | F1.06  | 1'12.307       | 1'11.648  | 1'11.882       | +1.202   |
| 9    | 17 | ロバート・クビサ           | BMWザウバー    | F1.06  | 1'12.040       | 1'11.589  | 1'12.131       | +1.451   |
| 10   | 5  | ミハエル・シューマッハ     | フェラーリ     | 248F1  | 1'11.565       | 1'10.313  | 計測タイムなし | -        |
| 11   | 9  | マーク・ウェバー           | ウィリアムズ   | FW28   | 1'11.973       | 1'11.650  | -              | -        |
| 12   | 4  | ペドロ・デ・ラ・ロサ       | マクラーレン   | MP4-21 | 1'11.825       | 1'11.658  | -              | -        |
| 13   | 10 | ニコ・ロズベルグ           | ウィリアムズ   | FW28   | 1'11.974       | 1'11.679  | -              | -        |
| 14   | 12 | ジェンソン・バトン         | ホンダ         | RA106  | 1'12.085       | 1'11.742  | -              | -        |
| 15   | 15 | ロバート・ドーンボス       | レッドブル     | RB2    | 1'12.530       | 1'12.591  | -              | -        |
| 16   | 20 | ヴィタントニオ・リウッツィ | トロ・ロッソ   | STR1   | 1'12.855       | 1'12.861  | -              | -        |
| 17   | 21 | スコット・スピード         | トロ・ロッソ   | STR1   | 1'12.856       | -         | -              | -        |
| 18   | 19 | クリスチャン・アルバース   | MF1            | M16    | 1'13.138       | -         | -              | -        |
| 19   | 14 | デビッド・クルサード       | レッドブル     | RB2    | 1'13.249       | -         | -              | -        |
| 20   | 22 | 佐藤琢磨                   | スーパーアグリ | SA06B  | 1'13.269       | -         | -              | -        |
| 21   | 23 | 山本左近                   | スーパーアグリ | SA06B  | 1'13.357       | -         | -              | -        |
| 22   | 18 | ティアゴ・モンテイロ       | MF1            | M16    | 計測タイムなし | -         | -              | -        |

- コンディション：晴れ／ドライ
- 予選記録の単位は「分'秒.000」
- 情報は公式サイトとYahoo!によるもの。

## 決勝

### 展開
スタートでは上位陣の順位に大きな変動はなかったが、10番グリッドのシューマッハはBMWザウバーの2台とバリチェロを抜き6位に浮上した。後方ではロズベルグがクラッシュを喫し、セーフティーカーが導入された。
7周目にレースが再開されると、第1コーナーでシューマッハはフィジケラをパスしたが、その際にフィジケラのフロントウィングとシューマッハのリアタイヤが接触した。シューマッハの左リアタイヤはバーストし、タイヤ交換を余儀なくされたシューマッハは最後尾に下がった。
シューマッハのチームメイト、マッサは絶好調で独走状態に入る。シューマッハもベストタイムを連発し後方から順調に順位を上げた。2番手につけたアロンソはペースがなかなか上がらず、後方にバトンとライコネンを引き連れる状態となり、マッサはさらに差をつけた。
2回目のピットストップでも大きい変動はなく、アロンソとバトンの2番手争いが激化。5番手を死守していたフィジケラであるが、残り9周の第1コーナーでシューマッハにオーバーテイクを許した。シューマッハは残り3周でライコネンもパスし4番手に浮上した。マッサが先頭でチェッカーフラッグを受け、アイルトン・セナ以来のブラジル人ホームグランプリ制覇を達成した。アロンソは2位に入りポイントを獲得し、ワールドチャンピオンとなった。以下、3位にバトン、4位にシューマッハが入った。
レース後、シューマッハはマッサとアロンソを賞賛した上で「僕は素晴らしい人々、すなわちフェラーリ・ファミリーの一員である皆とともに培ってきたキャリアを誇りに思う。彼らについて言えることはあまりに多くて、相応しい言葉が見つからない」とコメントを残した。

### 結果
| 順位 | No | ドライバー                 | チーム         | 周回 | タイム      | 差          | グリッド | ポイント・他       |
| ---- | -- | -------------------------- | -------------- | ---- | ----------- | ----------- | -------- | ------------------ |
| 1    | 6  | フェリペ・マッサ           | フェラーリ     | 71   | 1:31'53.751 | 199.731km/h | 1        | 10                 |
| 2    | 1  | フェルナンド・アロンソ     | ルノー         | 71   | 1:32'12.409 | +1.246      | 4        | 8                  |
| 3    | 12 | ジェンソン・バトン         | ホンダ         | 71   | 1:32'13.145 | +19.360     | 14       | 6                  |
| 4    | 5  | ミハエル・シューマッハ     | フェラーリ     | 71   | 1:32'17.845 | +19.992     | 10       | 5                  |
| 5    | 3  | キミ・ライコネン           | マクラーレン   | 71   | 1:32'22.254 | +37.048     | 2        | 4                  |
| 6    | 2  | ジャンカルロ・フィジケラ   | ルノー         | 71   | 1:32'24.038 | +41.932     | 6        | 3                  |
| 7    | 11 | ルーベンス・バリチェロ     | ホンダ         | 71   | 1:32'34.045 | +1'03.043   | 5        | 2                  |
| 8    | 4  | ペドロ・デ・ラ・ロサ       | マクラーレン   | 71   | 1:32'45.819 | +1'06.771   | 12       | 1                  |
| 9    | 17 | ロバート・クビサ           | BMWザウバー    | 71   | 1:33'01.393 | +1'09.907   | 9        |                    |
| 10   | 22 | 佐藤琢磨                   | スーパーアグリ | 70   | 1:31'54.723 | +1'15.541   | 19       |                    |
| 11   | 21 | スコット・スピード         | トロ・ロッソ   | 70   | 1:32'17.656 | +1'25.900   | 16       |                    |
| 12   | 15 | ロバート・ドーンボス       | レッドブル     | 70   | 1:32'20.086 | +1 Lap      | 22       |                    |
| 13   | 20 | ヴィタントニオ・リウッツィ | トロ・ロッソ   | 70   | 1:32'31.287 | +1 Lap      | 15       |                    |
| 14   | 19 | クリスチャン・アルバース   | MF1            | 70   | 1:32'47.855 | +1 Lap      | 17       |                    |
| 15   | 18 | ティアゴ・モンテイロ       | MF1            | 69   | 1:31'56.646 | +2 Lap      | 21       |                    |
| 16   | 23 | 山本左近                   | スーパーアグリ | 69   | 1:32'02.861 | +2 Lap      | 20       |                    |
| 17   | 16 | ニック・ハイドフェルド     | BMWザウバー    | 63   | 1:23'26.093 | +8 Laps     | 8        | アクシデント       |
| Ret  | 14 | デビッド・クルサード       | レッドブル     | 14   | -           |             | 18       | ギアボックス       |
| Ret  | 8  | ヤルノ・トゥルーリ         | トヨタ         | 10   | -           |             | 3        | サスペンション     |
| Ret  | 7  | ラルフ・シューマッハ       | トヨタ         | 9    | -           |             | 7        | サスペンション     |
| Ret  | 9  | マーク・ウェバー           | ウィリアムズ   | 1    | -           |             | 11       | 接触によるダメージ |
| Ret  | 10 | ニコ・ロズベルグ           | ウィリアムズ   | 0    | -           |             | 13       | クラッシュ         |

- 情報は公式サイトとYahoo!によるもの。

## ノート
- ファステストラップ：ミハエル・シューマッハ　1'12.162（70周目）
- ドーンボスはエンジン交換ペナルティによりグリッド降格